# 4208 Kiselev
A 4208 Kiselev (ideiglenes jelöléssel 1986 RQ2) egy kisbolygó a Naprendszerben. Edward L. G. Bowell fedezte fel 1986. szeptember 6-án.